# EPrix van Zürich
De ePrix van Zürich is een race uit het Formule E-kampioenschap. In 2018 maakte de race haar debuut op de kalender als de tiende race van het vierde seizoen. De race wordt gehouden op het Zürich Street Circuit.

## Geschiedenis
De eerste ePrix van Zürich werd gehouden op 10 juni 2018 en betekende de eerste keer sinds de Grand Prix Formule 1 van Zwitserland 1954 dat er een internationale autosportrace in Zwitserland plaatsvond. De sport werd verboden ten gevolge van de ramp tijdens de 24 uur van Le Mans in 1955, waarbij 82 toeschouwers om het leven kwamen. De race werd gewonnen door regerend kampioen Lucas di Grassi, die zijn eerste zege van het seizoen behaalde.

## Resultaten
| Editie | Seizoen   | Circuit | Winnaar                                   | Tweede                    | Derde                           | Pole position                       | Snelste ronde            |
| ------ | --------- | ------- | ----------------------------------------- | ------------------------- | ------------------------------- | ----------------------------------- | ------------------------ |
| 1      | 2017-2018 | Zürich  | Lucas di Grassi Audi Sport ABT Schaeffler | Sam Bird DS Virgin Racing | Jérôme d'Ambrosio Dragon Racing | Mitch Evans Panasonic Jaguar Racing | André Lotterer Techeetah |